# مخروط (داستان کوتاه)
مخروط (به انگلیسی: The Cone) داستان کوتاهی از هربرت جرج ولز است که برای اولین بار در سال ۱۸۹۵ منتشر شد. قرار بود «فصل آغازین رمانی پرهیجان در پنج شهر» باشد که بعداً رها شد.
داستان در یک کارخانه آهن در استوک-آن-ترنت، در استافوردشایر اتفاق می‌افتد. یک هنرمند آنجاست تا منظره صنعتی را به تصویر بکشد. مدیر آهنگری رابطه او را با همسرش کشف می‌کند و او را به یک کارخانه می‌برد، جایی که اتفاقات خطرناکی در انتظار آنهاست.